# هواني

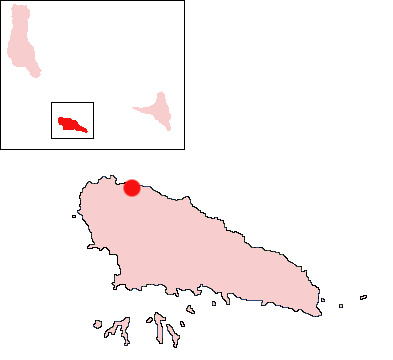
موقع قرية هواني على جزيرة موحيلي

هواني هي إحدى قرى جزر القمر. وتقع على جزيرة موحيلي.
والقرية مكان بارز لتكاثر السلحفاة الخضراء.